# Clionàids
|  | No s'ha de confondre amb Cliònids. |

Els clionàids (Clionaidae) són una família de demosponges que es troben a tot el món. Aquesta família és coneguda per ser capaç de perforar els substrats calcaris (roca, petxines), atacant el carbonat càlcic dels coralls, roques calcàries o closques de mol·lusc que colonitzen. Caven el seu substrat mitjançant una doble acció de dissolució química i mecànica (bioerosió).
Els rastres fòssils deixats per esponges perforants després de la seva mort (forats, o galeries i cambres) s'anomenen entobia. Aquests rastres fòssils (antics o recents) s'utilitzen en paleontologia i, més precisament, en paleoicnologia (estudi d'antigues traces de vida), per reconstruir o estudiar antics medis ambient.

## Hàbitat
Són espècies marines, però algunes no toleren gaire la salinitat. S'han trobat algunes espècies sobre ostres davant de Louisiana (C. celata Grant, C. lobata Hancock, C. vastifica Hancock i C. truitti Old) a causa d'una diferent tolerància a l'aigua dolça, fins i tot s'han considerat com a bioindicadors que indiquen la salinitat de l'aigua, cosa que va permetre dividir les aigües de l'estuari de Louisiana en sis categories segons si hi ha o no aquestes espècies i, en particular, C. truitti (aigües lleugerament salades) i C. celata (alta salinitat).
En els cicles biogeoquímics han contribuït, i durant molt de temps (fòssils), als processos de bioerosió dels carbonats de calci biosintetitzats.

## Biologia i formes
Les clionaïdes són principalment críptiques (és a dir ocultes al seu substrat) i no tenen una estructura aqüífera interna especialment complexa.
Hi ha tres formes de creixement per a aquestes esponges:
- la forma alfa; en aquest cas, l'esponja gairebé no es veu, ja que està enterrada en una roca o una petxina, i viu a les cambres i galeries que ha excavat en material calcari. Només són visibles les papil·les, al voltant de les entrades o sortides de l'aigua.
- la forma beta existeix en certes espècies: apareix per la fusió de les papil·les fora del substrat, més o menys regularment.
- la forma gamma és molt més rara: correspon a un creixement de l'esponja fora del seu substrat. Quan es produeix, algunes espècies poden formar grans colònies irregulars, massives o en forma de copa. Molt poques vegades la superfície pot ser completament llisa.

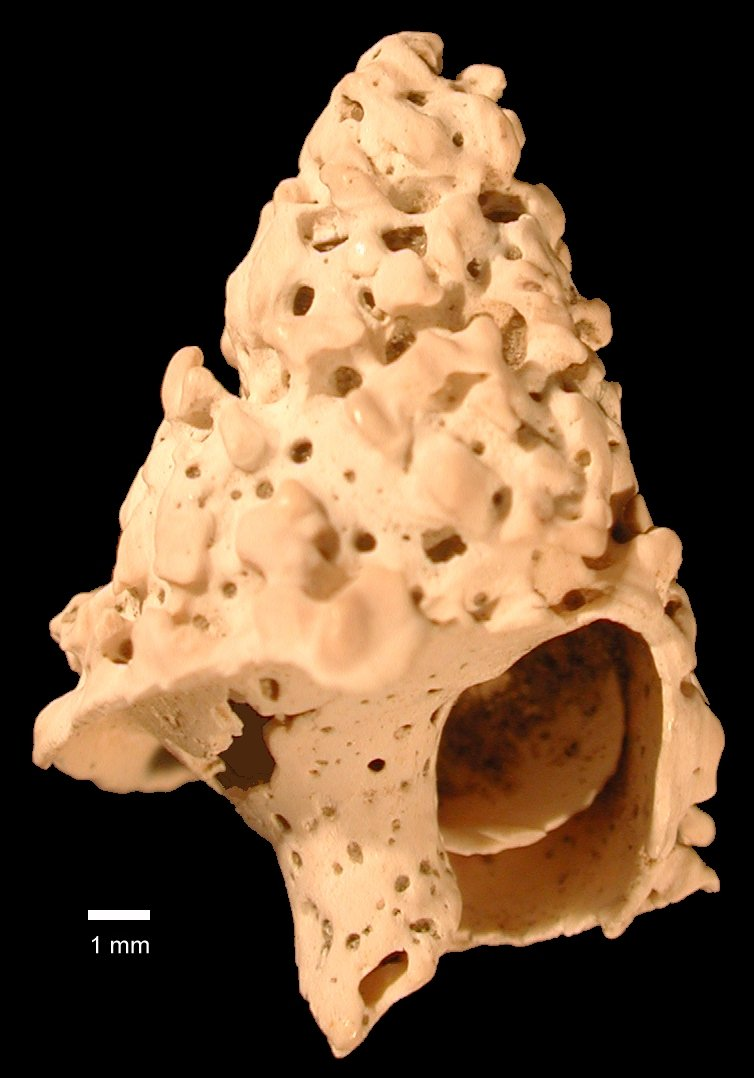
Entobia (traces de colonització per una esponja) en una closca de Nassarius reticulatus.
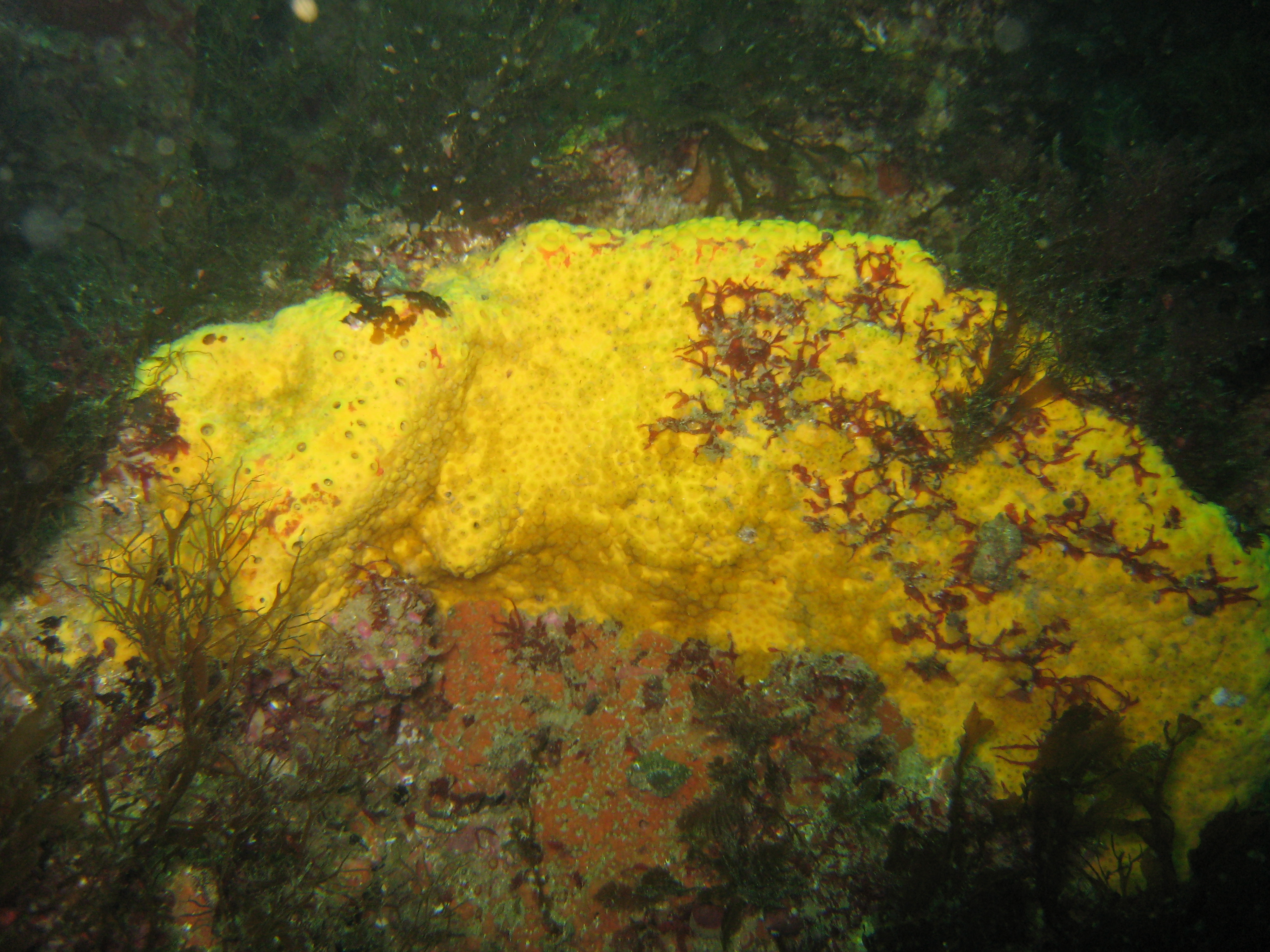
Cliona celeta
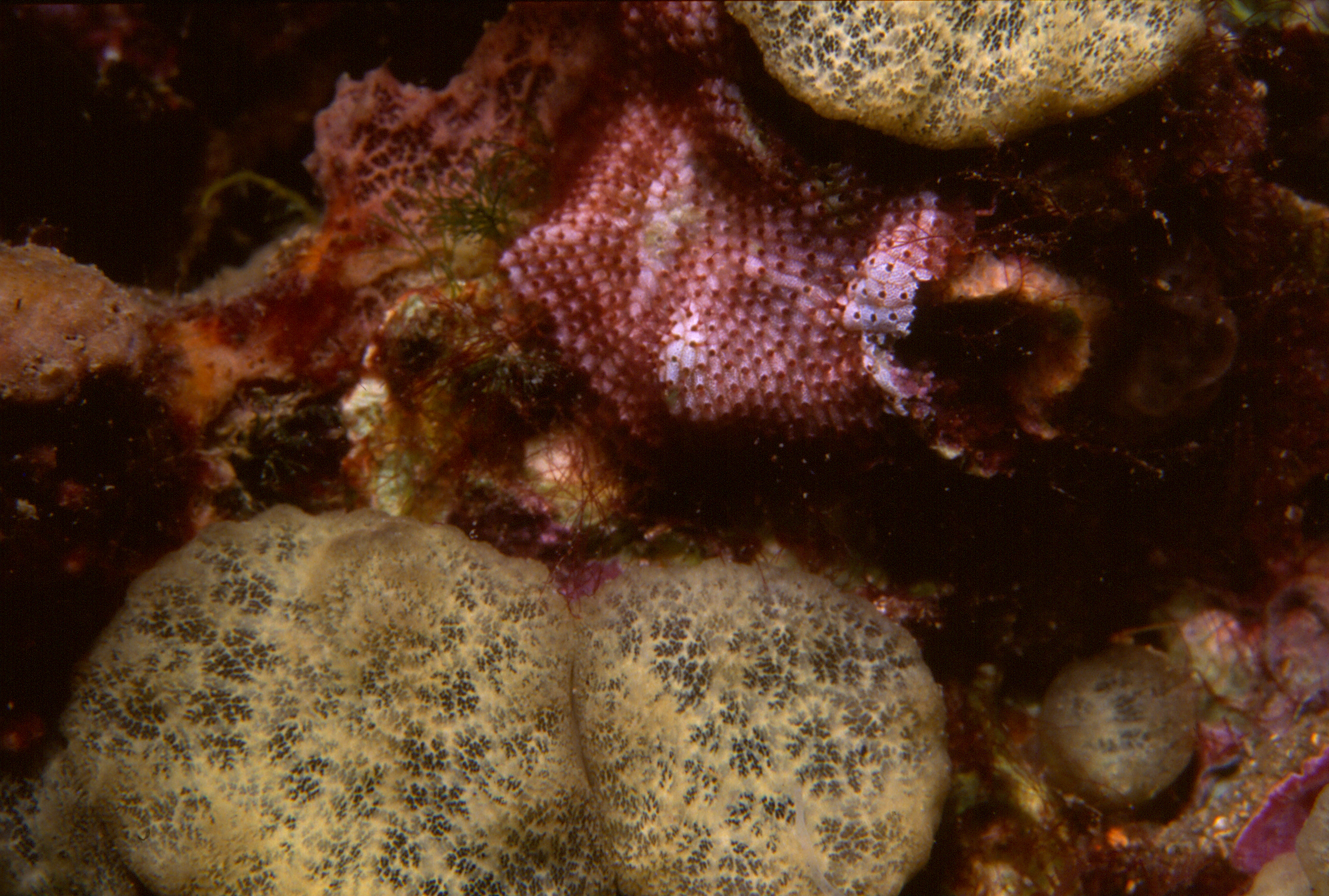
Cliona viridis
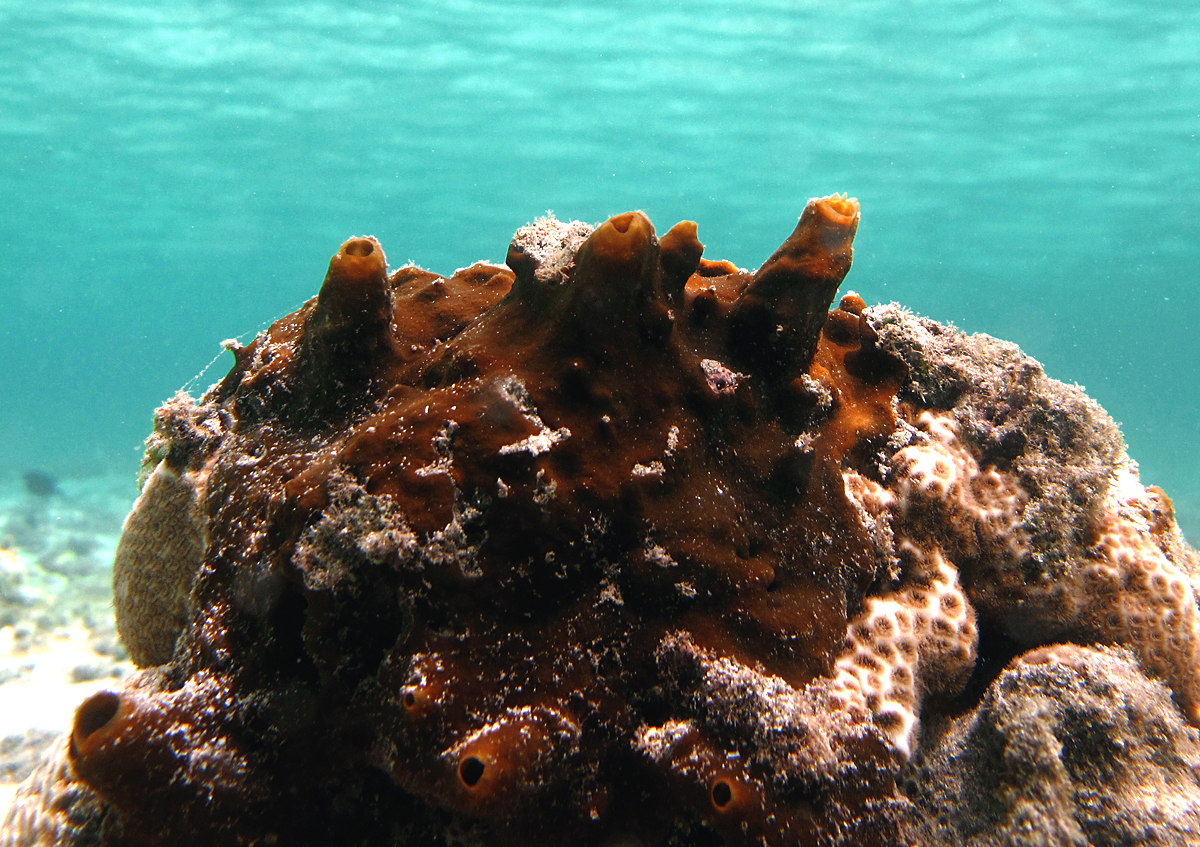
Spheciospongia vagabunda

Els primers naturalistes científics les van classificar primer com a mig cnidaris i mig esponges.
Es va requerir molt temps i proves científiques per confirmar la seva nova condició de participants actius a la bioerosió. Els dos primers científics a donar-les l'estatus de veritable esponja, tot i ser endolítiques i capaces d'utilitzar processos químics i mecànics per cavar roca, van ser al voltant de 1880, Hancock i el rus Nasonov. Ells van ser objecte de crítiques desaforades dels seus companys, que van criticar notablement el concepte de bioerosió activa. No va ser fins a mitjan segle XX que es va demostrar fermament aquest concepte i les investigacions sobre aquestes espècies van experimentar un salt important, sobretot gràcies al treball de Pomponi i Hatch sobre la ultraestructura de cèl·lules especialitzades en la perforació de carbonats càlcics durs i la seva capacitat per sintetitzar enzims (probablement anhidrasa carbònica i fosfatasa àcida) per dissoldre minerals normalment insolubles. Aquestes esponges també es mostren capaces de produir petits flocs de carbonat que evacuen a mesura que creix la colònia cel·lular. Tot i això, no s'han identificat els agents exactes implicats en la dissolució i la investigació ha disminuït en aquesta àrea a partir de la dècada del 1980.

El 2002, Klaus Rützler va considerar vàlids dins d'aquesta família els següents vuit gèneres:
- Cervicornia
- Cliona
- Clionaopsis
- Cliothosa
- Pione
- Spheciospongia
- Thoosa
- Volzia

## Gèneres
Els gèneres dins d'aquesta família inclouen (segons WoRMS):
- Cervicornia Rützler & Hooper, 2000
- Cliona Grant, 1826
- Clionaopsis Rützler, 2002
- Cliothosa Topsent, 1905
- Dotona Carter, 1880
- Pione Gray, 1867
- Scolopes Sollas, 1888
- Spheciospongia Marshall, 1892
- Spiroxya Topsent, 1896
- Volzia Rosell & Uriz, 1997